# Grillparzerdenkmal (Wien)

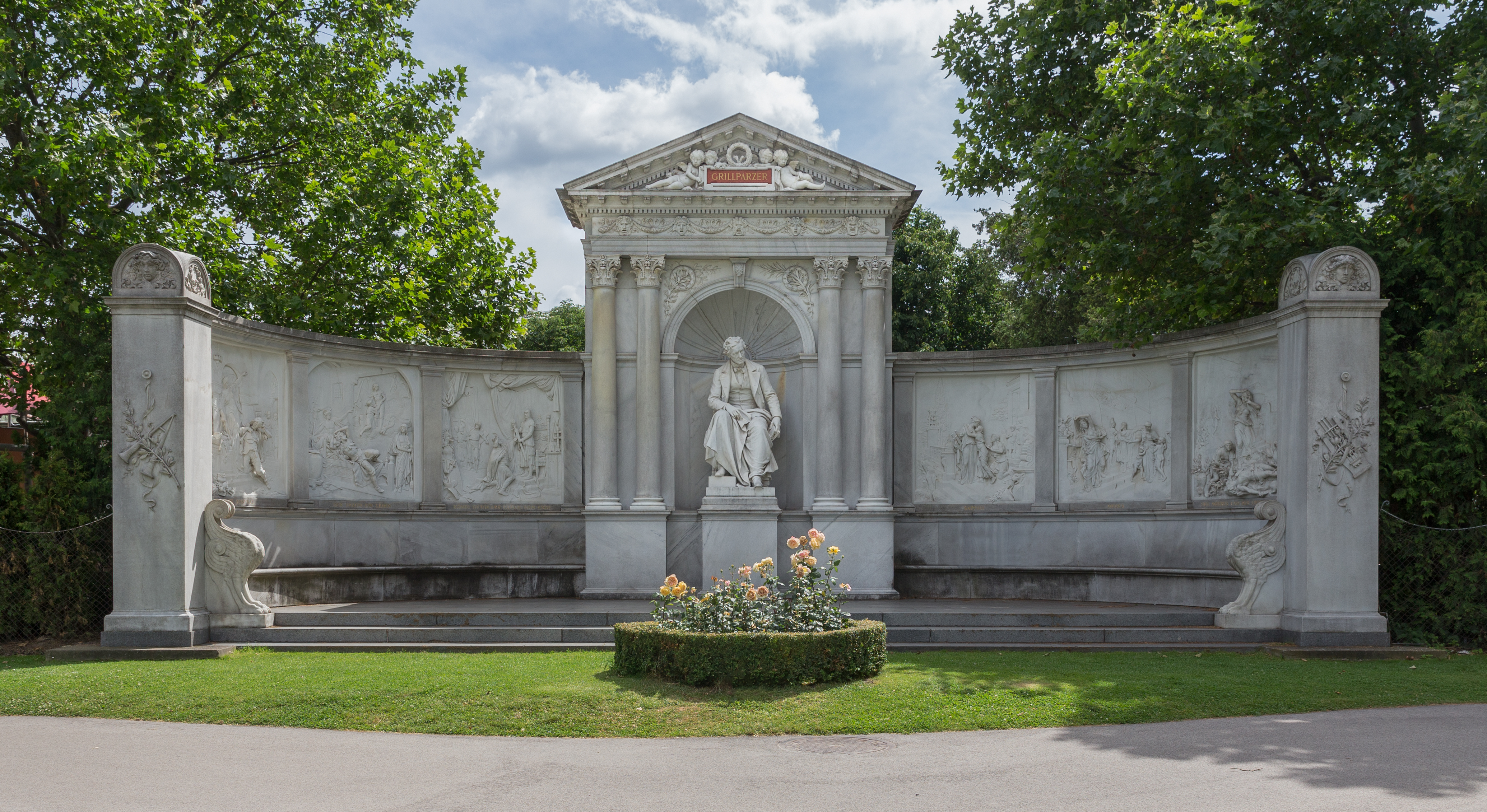
Grillparzer-Denkmal im Volksgarten (Wien, 1. Bezirk)

Das Grillparzerdenkmal steht im Wiener Volksgarten und ist eine überlebensgroße Sitzfigur Franz Grillparzers des Bildhauers Carl Kundmann (1838–1919) aus Laaser Marmor. Es steht unter Denkmalschutz (Listeneintrag).

## Geschichte
Die Architekturteile wurden von Carl von Hasenauer (1833–1894) erstellt.
Ein Komitee unter dem Ehrenschutz von Erzherzog Carl Ludwig und dem Vorsitz von Johann Adolf II. zu Schwarzenberg vergab den Auftrag an Kundmann (erste Ausschreibung, 1876) und Rudolf Weyr (zweite Ausschreibung, 1877), dessen Grundidee des Halbkreises mit Reliefwand auch realisiert wurde. Enthüllt wurde das Denkmal am 23. Mai 1889, 17 Jahre nach Grillparzers Tod.

## Darstellung
Die halbelliptische Wand hinter dem Denkmal trägt Reliefs mit Darstellungen aus bekannten Dramen des Dichters: Von links nach rechts Die Ahnfrau, Der Traum ein Leben, König Ottokars Glück und Ende, Sappho, Medea und Des Meeres und der Liebe Wellen. Alle Reliefs wurden vom Bildhauer Rudolf Weyr (1847–1914) gestaltet.

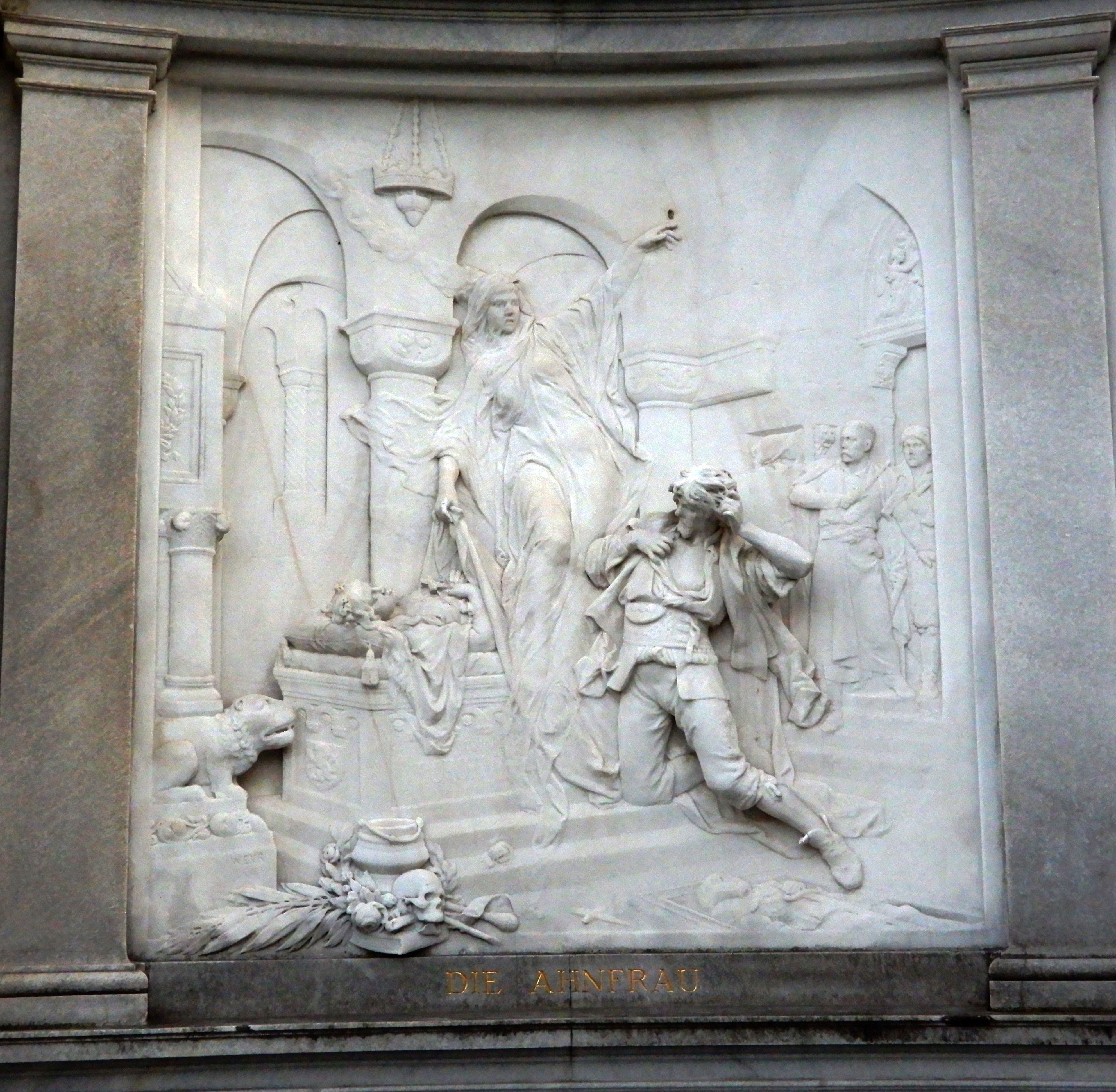
Die Ahnfrau
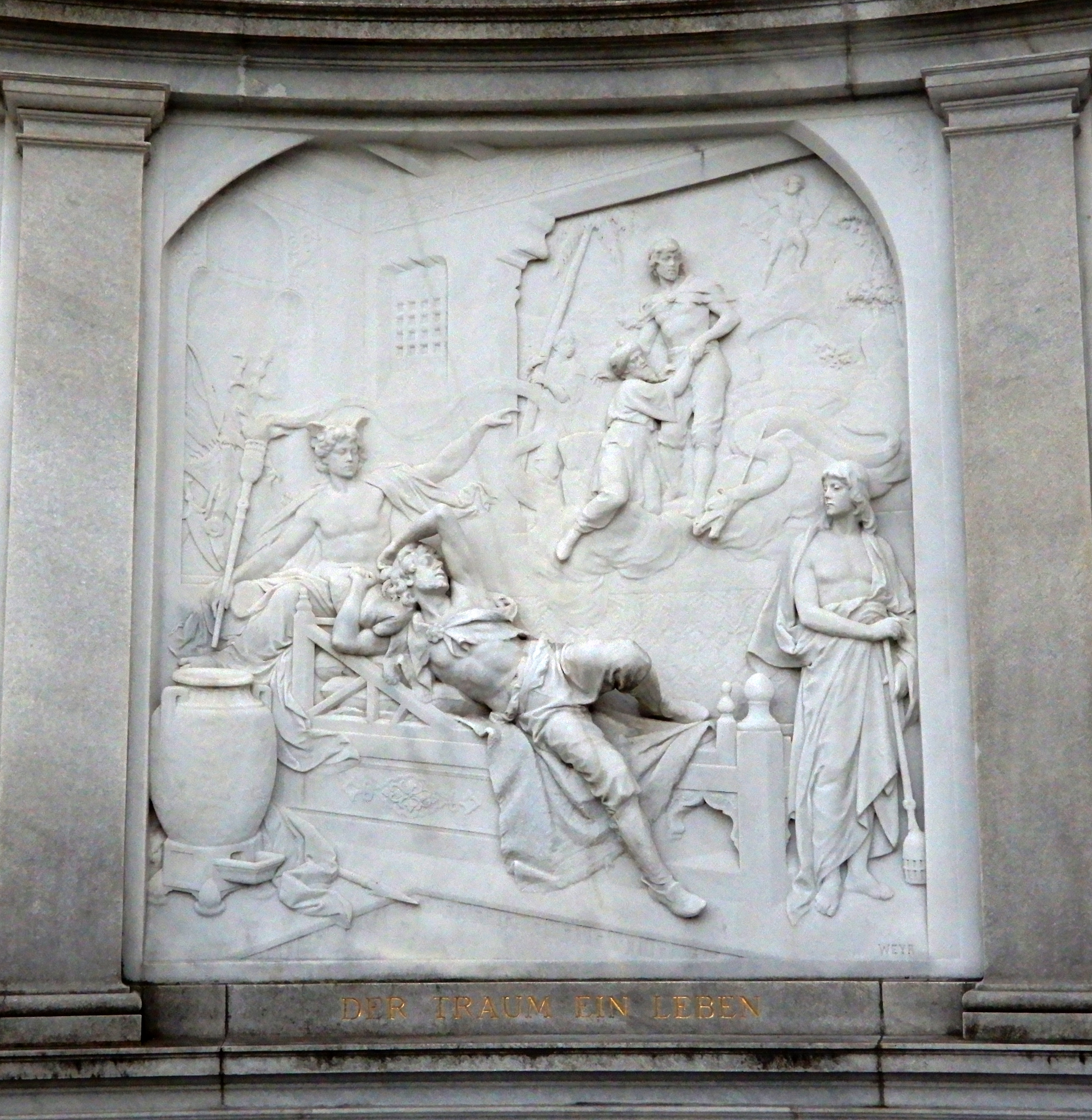
Der Traum ein Leben
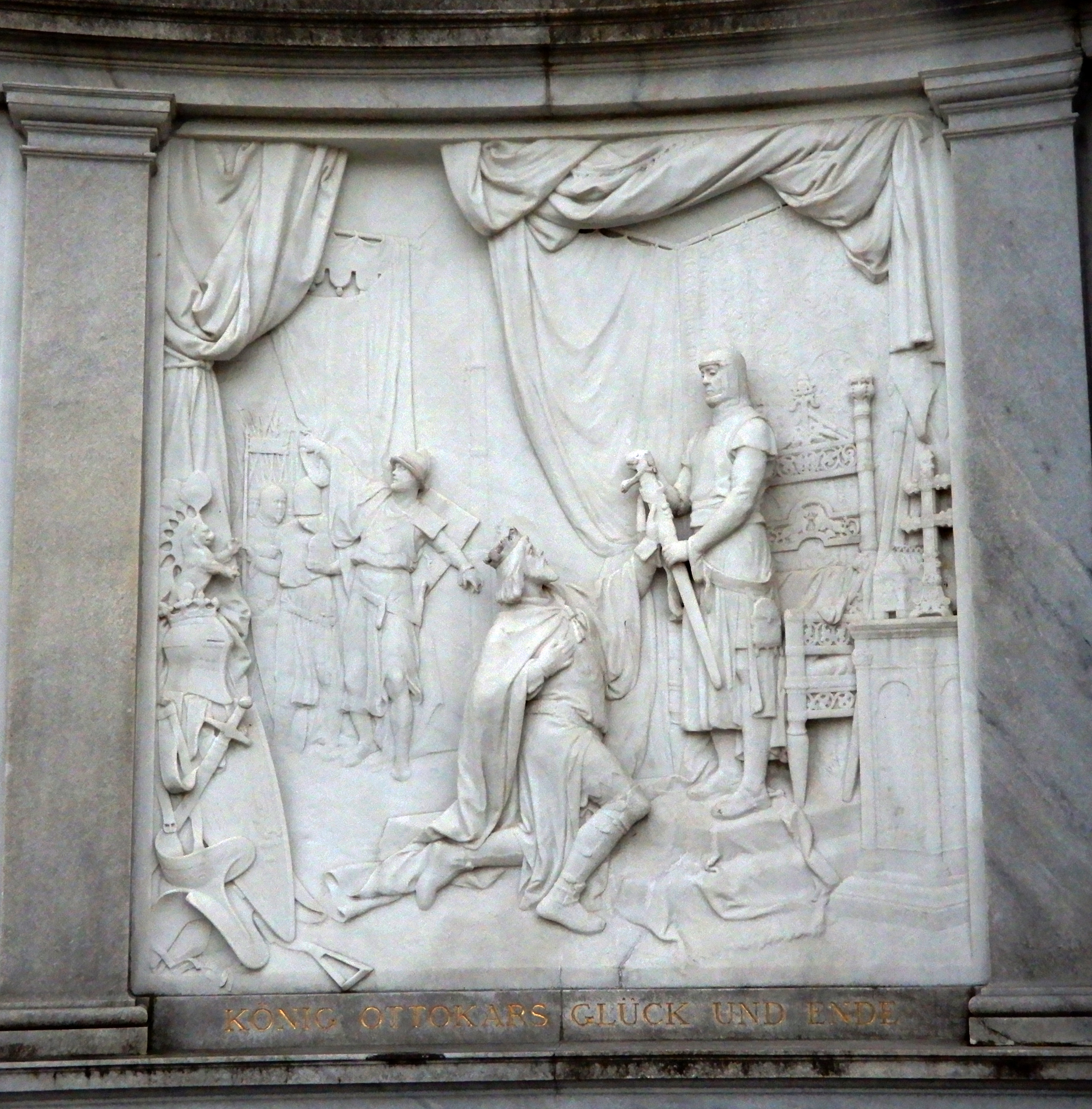
König Ottokars Glück und Ende
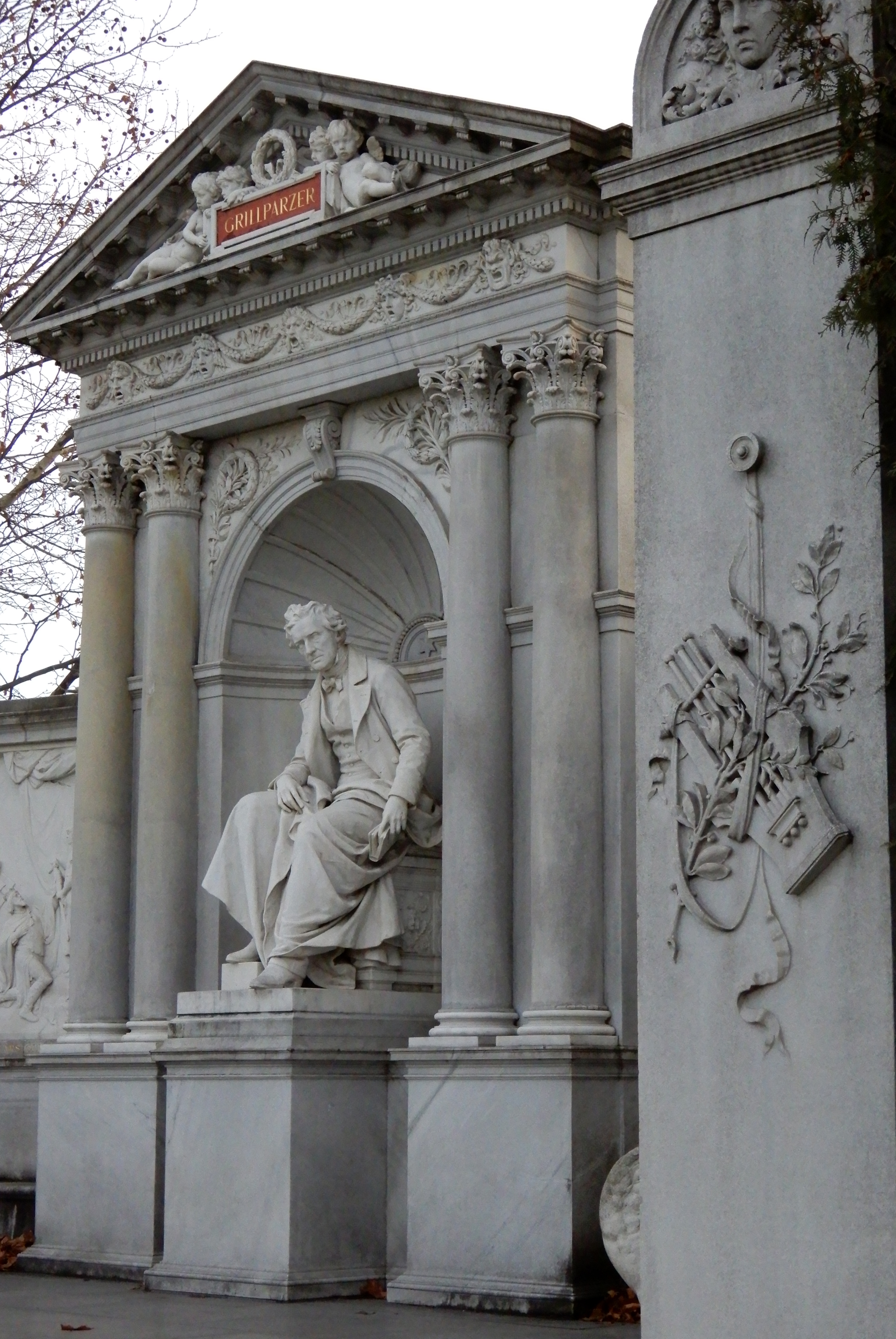
Grillparzers Blick geht in Richtung Burgtheater, wo man seine Werke aufführt …
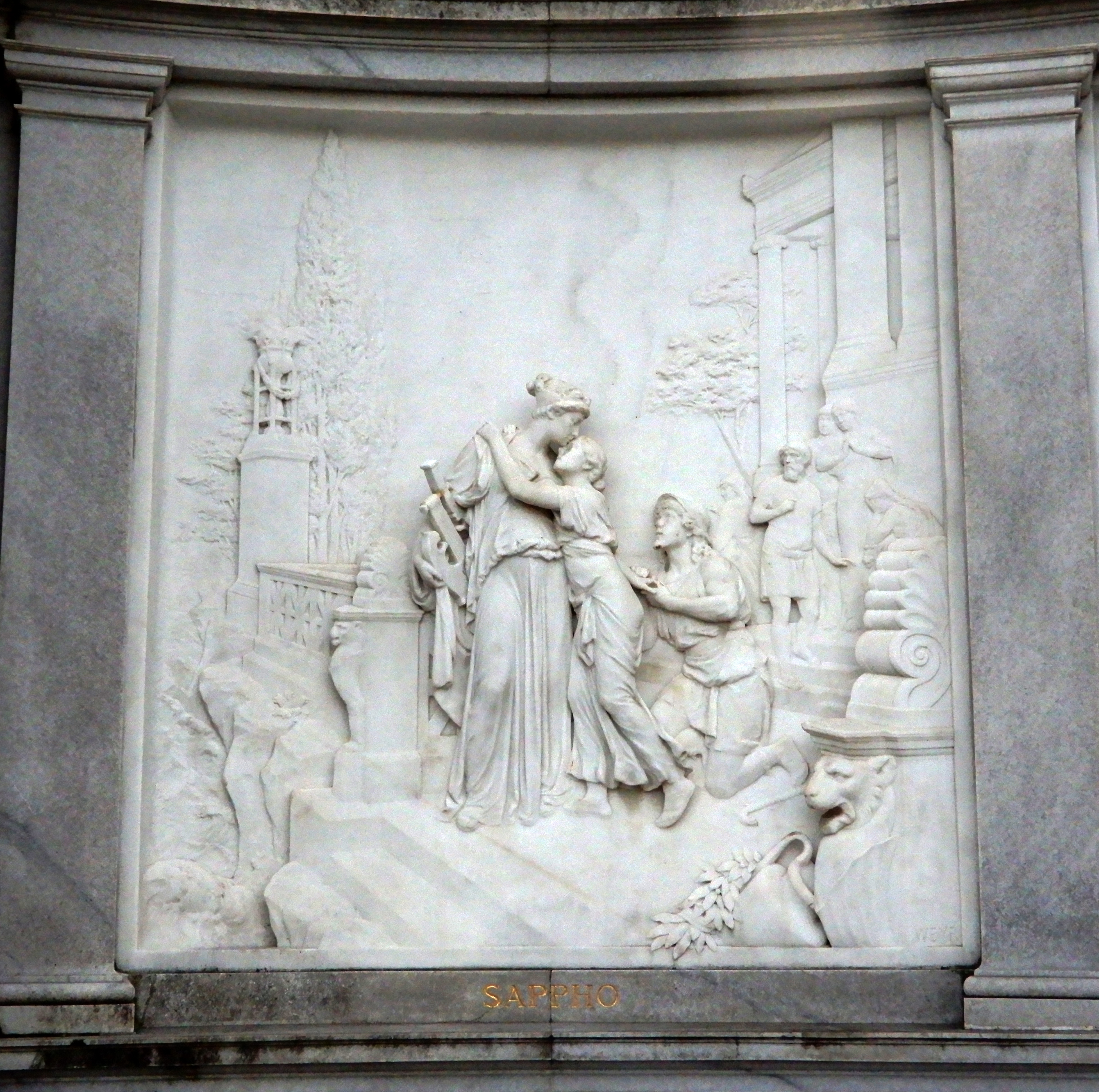
Sappho
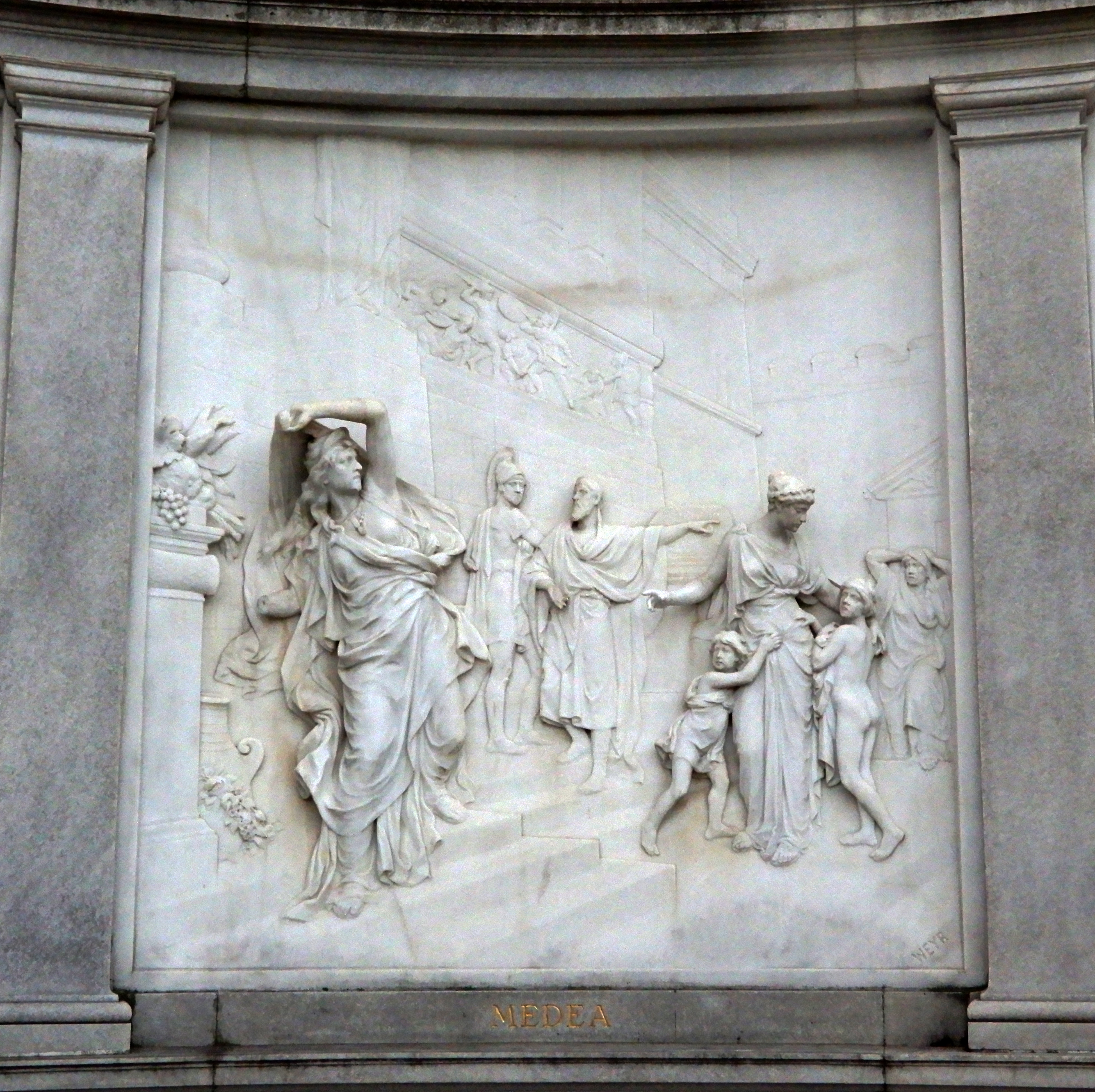
Medea
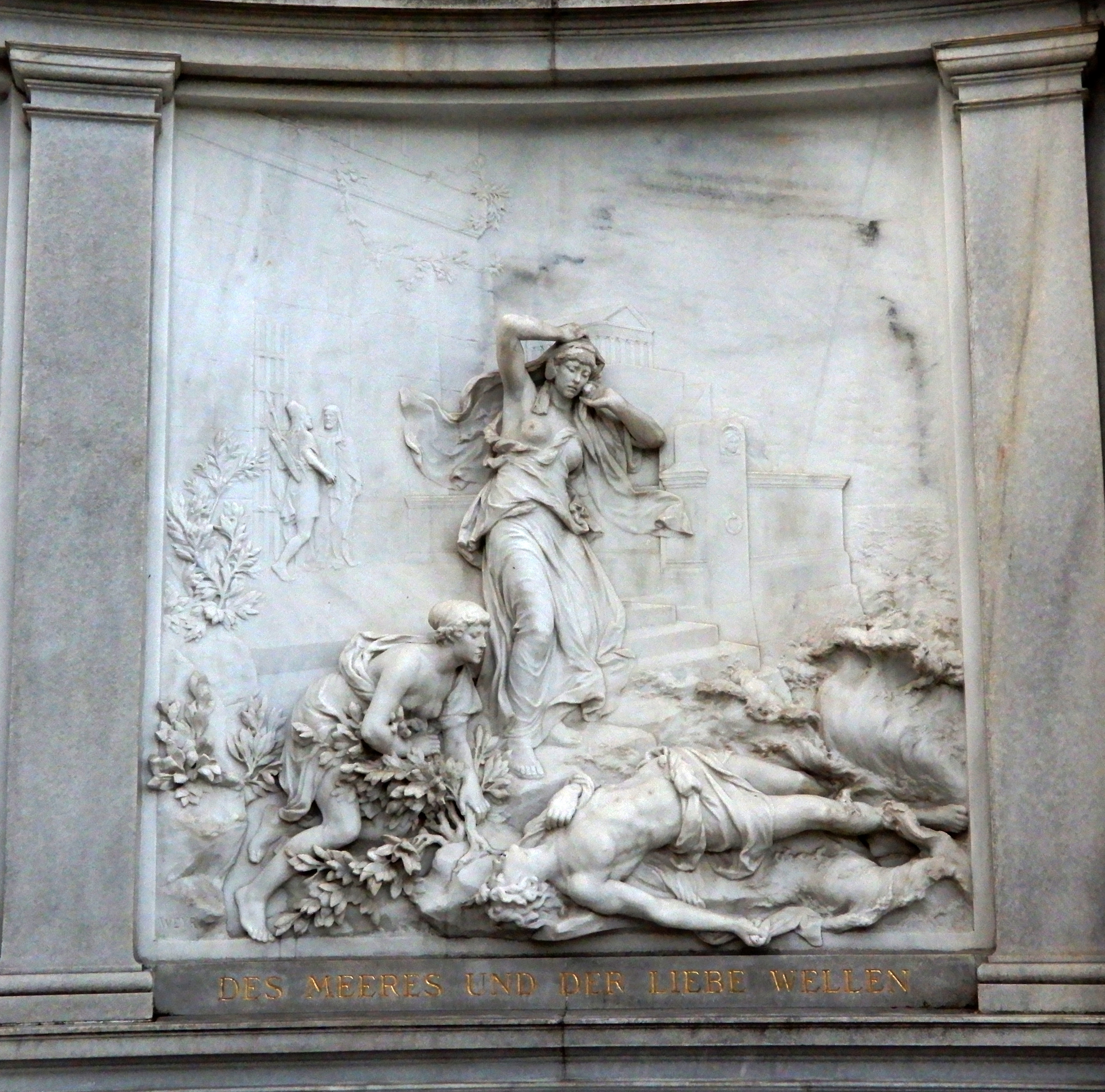
Des Meeres und der Liebe Wellen